# Rally de Azores de 2017
El Rally de Azores de 2017, oficialmente 52.º Azores Airlines Rallye, fue la quincuagésimo segunda edición y la primera ronda de la temporada 2017 del Campeonato de Europa de Rally. Se celebró del 30 de marzo al 1 de abril y contó con un itinerario de dieciséis tramos sobre tierra que sumarón un total de 210,20 km cronometrados.
El ganador de la prueba fue el local Bruno Magalhães quien se convirtió en profeta en su tierra y además consiguió su tercera en esta prueba. Fue acompañado en el podio por el alemán, Marijan Griebel y el irlandés Josh Moffett.

## Itinerario
| Día                     | Tramo | Nombre                   | Distancia | Ganador de la etapa  | Automóvil      | Tiempo  | Líder de la general  |
| ----------------------- | ----- | ------------------------ | --------- | -------------------- | -------------- | ------- | -------------------- |
| Día 1 (30 de marzo)     | -     | Remédios (Shakedown)     | 3.12 km   | Kajetan Kajetanowicz | Ford Fiesta R5 | 1:54.2  | -                    |
| Día 1 (30 de marzo)     | SS1   | Lagoa Stage              | 2.14 km   | Alexey Lukyanuk      | Ford Fiesta R5 | 1:34.7  | Alexey Lukyanuk      |
| Día 1 (30 de marzo)     | SS2   | Soluções M               | 7.08 km   | Ricardo Moura        | Ford Fiesta R5 | 3:34.3  | Ricardo Moura        |
| Día 1 (30 de marzo)     | SS3   | Vila Franca - São Brás 1 | 13.47 km  | Alexey Lukyanuk      | Ford Fiesta R5 | 10:07.7 | Alexey Lukyanuk      |
| Día 1 (30 de marzo)     | SS4   | SSS Grupo Marques 1      | 3.95 km   | Kajetan Kajetanowicz | Ford Fiesta R5 | 3:25.6  | Kajetan Kajetanowicz |
| Día 2 (31 de marzo)     | SS5   | Pico da Pedra Golfe 1    | 7.02 km   | Alexey Lukyanuk      | Ford Fiesta R5 | 4:26.4  | Alexey Lukyanuk      |
| Día 2 (31 de marzo)     | SS6   | Feteiras Meo 1           | 7.46 km   | Alexey Lukyanuk      | Ford Fiesta R5 | 5:35.6  | Alexey Lukyanuk      |
| Día 2 (31 de marzo)     | SS7   | Sete Cidades 1           | 25.62 km  | Alexey Lukyanuk      | Ford Fiesta R5 | 17:36.5 | Alexey Lukyanuk      |
| Día 2 (31 de marzo)     | SS8   | Pico da Pedra Golfe 2    | 7.02 km   | Nikolay Gryazin      | Škoda Fabia R5 | 4:25.4  | Alexey Lukyanuk      |
| Día 2 (31 de marzo)     | SS9   | Feteiras Meo 2           | 7.46 km   | Bruno Magalhães      | Škoda Fabia R5 | 5:27.4  | Alexey Lukyanuk      |
| Día 2 (31 de marzo)     | SS10  | Sete Cidades 2           | 25.62 km  | Bruno Magalhães      | Škoda Fabia R5 | 17:24.2 | Alexey Lukyanuk      |
| Día 3 (1 de abril)      | SS11  | Graminhais 1             | 21.01 km  | Alexey Lukyanuk      | Ford Fiesta R5 | 15:38.8 | Alexey Lukyanuk      |
| Día 3 (1 de abril)      | SS12  | Tronqueira 1             | 21.96 km  | Marijan Griebel      | Škoda Fabia R5 | 18:28.4 | Bruno Magalhães      |
| Día 3 (1 de abril)      | SS13  | SSS Grupo Marques 2      | 3.95 km   | Kajetan Kajetanowicz | Ford Fiesta R5 | 3:26.5  | Bruno Magalhães      |
| Día 3 (1 de abril)      | SS14  | Vila Franca - São Brás 2 | 13.47 km  | Kajetan Kajetanowicz | Ford Fiesta R5 | 10:26.2 | Bruno Magalhães      |
| Día 3 (1 de abril)      | SS15  | Graminhais 2             | 21.01 km  | Kajetan Kajetanowicz | Ford Fiesta R5 | 15:39.2 | Bruno Magalhães      |
| Día 3 (1 de abril)      | SS16  | Tronqueira 2             | 21.96 km  | Bruno Magalhães      | Škoda Fabia R5 | 18:25.1 | Bruno Magalhães      |
| Fuente:ewrc-results.com |       |                          |           |                      |                |         |                      |

## Clasificación final
| Pos.                     | Piloto          | Copiloto               | Automóvil       | Equipo                          | Tiempo    | Puntos |
| ------------------------ | --------------- | ---------------------- | --------------- | ------------------------------- | --------- | ------ |
| 1                        | Bruno Magalhães | Hugo Magalhães         | Škoda Fabia R5  | Bruno Magalhães                 | 2:37:04.3 | 25+13  |
| 2                        | Marijan Griebel | Stefan Kopczyk         | Škoda Fabia R5  | Marijan Griebel                 | +1:34.4   | 18+8   |
| 3                        | Josh Moffett    | James Fulton           | Ford Fiesta R5  | Josh Moffett                    | +4:50.9   | 15+5   |
| 4                        | Pepe López      | Borja Rozada           | Peugeot 208 T16 | Peugeot Rally Academy           | +6:05.9   | 12+4   |
| 5                        | Nikolay Gryazin | Yaroslav Fedorov       | Škoda Fabia R5  | Sports Racing Technologies      | +6:10.9   | 10+4   |
| 6                        | Pedro Meireles  | Mário Castro           | Škoda Fabia R5  | Pedro Meireles                  | +7:29.7   | 8+1    |
| 7                        | Ralfs Sirmacis  | Arturs Šimins          | Škoda Fabia R5  | Sports Racing Technologies      | +7:33.8   | 6+2    |
| 8                        | João Barros     | Jorge Henriques        | Ford Fiesta R5  | P&B Racing                      | +9:06.0   | 4      |
| 9                        | Carlos Vieira   | Jorge Eduardo Carvalho | Citroën DS3 R5  | Sports and You                  | +9:18.7   | 2      |
| 10                       | Miguel Barbosa  | Miguel Ramalho         | Škoda Fabia R5  | BP Ultimate Vodafone Škoda Team | +11:36.4  | 1      |
| Fuente: ewrc-results.com |                 |                        |                 |                                 |           |        |